# 楊德昀
楊德昀（1959年—），台灣知名黑幫人士，台灣黑幫四海幫第八任幫主，曾任中常委，通稱「德昀」，綽號「斗雲」。楊德昀早年曾跟隨前幫主劉偉民是其手下一員悍將，為新四海崛起打下半壁江山。楊德昀曾涉中華電信數十億元圍標案，潛逃大陸13年。
2008年及2010年間兩度與幫主權位擦身而過，直至2012年第七任幫主「小凱」楊玉斌因病猝逝，由四海幫召開高層會議一致通過由楊德昀接任第八任幫主，被視為是四海幫當代主事核心。

## 經歷
楊德昀於1980年代於四海幫崛起，早年曾跟隨前幫主「偉民」劉偉民，被外界視為是武將型人物，在四海幫內戰功彪炳，涉及多起暴力、恐嚇、傷害等事件。1990年代四海幫成立「中央常務委員會」制度，楊德昀即擔任中央常務委員職務，成為四海幫核心高層之一。
1994年間，參與以幫主「趙霸子」趙經華為首，所進行暴力圍標中華電信總計高達60億元的各項工程，並於1995年間成立「海德威企業公司」為掩護，涉嫌唆使其麾下中常委「張國峻」、海威堂堂主「凌志鵬」等人，針對中華電信圍標案進行暴力恐嚇槍擊等犯罪事項，不法獲利高達2億元。
1997年間，連戰內閣實行「治平專案」全國大掃黑，楊德昀偽造身份「黃錦焜」潛逃至中國，長年在上海、厦門、海南島等地活動，並且遭到警方發佈通緝逃亡海外長達13年。
2000年6月間，楊德昀於中國廈門「一代佳人酒店」與天道盟太陽會「阿鹹」徐文賢爆發集體鬥毆事件,使得兩幫結下梁子。起因為阿鹹帶人走進楊德昀的包廂敬酒，期間手搭上楊德昀的肩膀，楊德昀數次將起甩開隨即爆發口角。雙方散場後同為四海幫劉偉民嫡系的中常委「狗六」陳瑞芳及楊德昀又將阿鹹從醫院壓至海邊痛毆，將其丟包海邊。雙方台灣、及內地的勢力又陸續發生幾起械鬥案件。此事件最終由代幫主「光南」楊光南出面協調才落幕，也引起中國當局高度關注四海幫自台灣西進中國大陸的現象。
2008年間，第五任幫主「老賈」賈潤年因健康因素將卸任幫主，欲將幫主權位交棒給予人在中國的時年49歲的楊德昀。同時繼任幫主的主要競選對手為時年55歲的「弟哥」張建英。賈潤年為此訂立幫主年輕化，接任幫主人選不得超過50歲的條款，因而被外界視為「張建英條款」，引發四海幫內部為繼任幫主資格展開激烈爭論。最終在前代幫主「光南」楊光南的力排眾議之下，由「弟哥」繼任幫主，楊德昀因此與幫主權位擦身而過。
1997年～2010年間楊德昀在海外操控其麾下四海幫海威堂堂主凌志鵬於台灣持續擴大其勢力版圖,犯下多起暴力、恐嚇案件。其本人也在內地持續擴張其勢力。楊德昀在逃亡廈門期間於內地軍、政、商高層人物建立深厚關係
2010年末，第六任幫主「弟哥」張建英因個人因素請辭幫主，交棒給予中生代成員「小凱」楊玉斌，卻因資歷及輩份問題再度引起爭論。而因中華電信圍標案遭通緝逃亡在中國的楊德昀，因無法回台灣參與競選，且表達無意接任幫主而失去競選資格，再度與幫主之位擦身而過。
同年12月23日，楊德昀再次偽造「黃錦焜」身份，經小三通從金門返回台灣投案，結束逃亡海外長達13年的日子。並因犯罪事項罪證不足，以及已超過法律追訴期，因此被台灣高等法院宣判無罪不起訴。
2012年11月3日，第七任幫主「小凱」楊玉斌被發現猝逝家中，四海幫高層臨時召開會議討論一致通過，由楊德昀接任第八任幫主，並且受到各家媒體大篇幅報導而引起關注。
2021年3月，楊德昀因幫主任期屆滿宣布退位，並由四海幫召開中常會票選由時任副幫主的「純偉」張存偉接任四海幫第九任幫主。

## 爭議
2013年5月，媒體壹周刊報導前行政院長謝長廷的辦公室主任林耀文，找上四海幫幫主楊德昀召募三萬名黨員，力拚民進黨主席改選，引起各界一陣譁然。
2017年1月22日，香港民主人士黃之鋒等人來台灣參與時代力量舉辦的論壇，在桃園機場遭到竹聯幫、四海幫、愛國同心會等三股群眾於現場進行抗議及暴力對待。並意外在抗議現場發現幫主「斗雲」楊德昀，與副幫主「存偉」張存偉、「少強」張惟強等人現身在場，而被警方及媒體懷疑在現場監督指揮。

## 軼聞
2014年間，楊德昀受媒體採訪指出1990年代，建築商界名人「遠雄集團」創辦人趙藤雄與「威京集團」主席沈慶京因為汐止的「遠東世界中心」的土地買賣問題而撕破臉，趙藤雄找上楊德昀協助處理紛爭，最終遭到趙藤雄過河拆橋私下通報警方，將楊德昀逮捕入獄2年。
2016年間，楊德昀與日本暴力團極東會理事長宮田克彥，依日本黑幫傳統儀式結義為平輩兄弟（五分兄弟盃），開啟四海幫與極東會之間的友好合作關係。